# Lista de candidaturas do Partido da Social Democracia Brasileira ao Governo de São Paulo
Lista das Candidaturas do Partido da Social Democracia Brasileira ao Governo de São Paulo desde a sua fundação, incluindo candidatos à vice, coligação e desempenho eleitoral.

## Candidaturas
| Ano                                                                                       | Candidato à Governador | Candidato à Governador | Cargo Anterior                                                                               | Candidato (a) à Vice-governador (a) | Partido | Coligação                                                                                               | T.         | Votos      | %      | P.     | Resultado  | Quem Venceu                |
| ----------------------------------------------------------------------------------------- | ---------------------- | ---------------------- | -------------------------------------------------------------------------------------------- | ----------------------------------- | ------- | --- | ---------- | ---------- | ------ | ------ | ---------- | -------------------------- |
| 1990                                                                                      | Mário Covas            |                        | Prefeito da cidade de São Paulo - Senador por São Paulo                                      | Zulaiê Cobra Ribeiro                | PSDB    | Partido Isolado                                                                                         | 1°         | 2.050.665  | 15,19% | 3°     | Não Eleito | Luiz Antônio Fleury (PMDB) |
| 1994                                                                                      | Mário Covas            |                        | Prefeito da cidade de São Paulo - Senador por São Paulo                                      | Geraldo Alckimin                    | PSDB    | Compromisso com São Paulo (PSDB, PFL)                                                                   | 1°         | 6.574.517  | 46,84% | 1°     | 2° Turno   | O próprio                  |
| 1994                                                                                      | Mário Covas            | 2°                     | Prefeito da cidade de São Paulo - Senador por São Paulo                                      | Geraldo Alckimin                    | PSDB    | Compromisso com São Paulo (PSDB, PFL)                                                                   | 8.661.960  | 56,12%     | 1°     | Eleito |            | O próprio                  |
| 1997 - Advento da Reeleição para cargos executivos (Presidente, Governadores e Prefeitos) |                        |                        |                                                                                              |                                     |         | |            |            |        |        |            |                            |
| 1998                                                                                      | Mário Covas            |                        | Prefeito da cidade de São Paulo - Senador por São Paulo -Governador de São Paulo (1995-1998) | Geraldo Alckimin                    | PSDB    | São Paulo no Rumo Certo (PSDB, PTB, PSD)                                                                | 1°         | 3.813.186  | 22,95% | 2°     | 2° Turno   | O próprio                  |
| 1998                                                                                      | Mário Covas            | 2°                     | Prefeito da cidade de São Paulo - Senador por São Paulo -Governador de São Paulo (1995-1998) | Geraldo Alckimin                    | PSDB    | São Paulo no Rumo Certo (PSDB, PTB, PSD)                                                                | 9.800.253  | 55,37%     | 1°     | Eleito |            | O próprio                  |
| 2002                                                                                      | Geraldo Alckimin       |                        | Vice-governador de São Paulo (1995-2001) - Governador de São Paulo (2001-2002)               | Cláudio Lembo                       | PFL     | São Paulo em Boas Mãos (PSDB, PFL, PSD)                                                                 | 1°         | 7.505.486  | 38,28% | 1°     | 2° Turno   | O próprio                  |
| 2002                                                                                      | Geraldo Alckimin       | 2°                     | Vice-governador de São Paulo (1995-2001) - Governador de São Paulo (2001-2002)               | Cláudio Lembo                       | PFL     | São Paulo em Boas Mãos (PSDB, PFL, PSD)                                                                 | 12.008.819 | 58,64%     | 1°     | Eleito |            | O próprio                  |
| 2006                                                                                      | José Serra             |                        | Prefeito da cidade de São Paulo (2005-2006)                                                  | Alberto Goldmann                    | PSDB    | Compromisso com São Paulo (PSDB, PFL, PTB, PPS)                                                         | 1°         | 12.381.038 | 57,93% | 1°     | Eleito     | O próprio                  |
| 2010                                                                                      | Geraldo Alckimin       |                        | Vice-governador de São Paulo(1995-2001) - Governador de São Paulo (2001-2006)                | Guilherme Afif Domingos             | DEM     | Unidos por São Paulo (PSDB, DEM, PMDB, PPS, PSC, PHS, PMN)                                              | 1°         | 11.519.314 | 50,63% | 1°     | Eleito     | O próprio                  |
| 2014                                                                                      | Geraldo Alckimin       |                        | Vice-governador de São Paulo(1995-2001) - Governador de São Paulo(2001-2006) (2010-2014)     | Márcio França                       | PSB     | Aqui é São Paulo (PSDB, PSB, DEM, PRB, Solidariedade, PPS, PSC, PSL, PEN, PMN, PSDC, PTC, PTN, PTdoB)   | 1°         | 12.230.807 | 57,31% | 1°     | Eleito     | O próprio                  |
| 2018                                                                                      | João Doria             |                        | Prefeito da cidade de São Paulo (2017-2018)                                                  | Rodrigo Garcia                      | DEM     | Acelera SP (PSDB, DEM, PSD, PRB, PP, PTC)                                                               | 1°         | 6.431.555  | 31,77% | 1°     | 2° Turno   | O próprio                  |
| 2018                                                                                      | João Doria             | 2°                     | Prefeito da cidade de São Paulo (2017-2018)                                                  | Rodrigo Garcia                      | DEM     | Acelera SP (PSDB, DEM, PSD, PRB, PP, PTC)                                                               | 10.990.350 | 51,75%     | 1°     | Eleito |            | O próprio                  |
| 2022                                                                                      | Rodrigo Garcia         |                        | Vice-governador de São Paulo (2019-2022) -Governador de São Paulo(2022)                      | Eugênio Zuliani                     | UNIÃO   | São Paulo pra Frente (Fed. PSDB Cidadania, MDB, UNIÃO, PP, Avante, PODE, PROS, Solidariedade, Patriota) | 1°         | 4.296.174  | 18,40% | 3°     | Não Eleito | Tarcísio de Freitas (REP)  |

## Declarações de Apoio do Partido após derrotas no 1° Turno
- 1990 -  O candidato derrotado Mário Covas, bem como o diretório estadual do PSDB não declararam voto em nenhum dos candidatos do segundo turno.[16]
- 2022 - No dia 11 de outubro de 2022, O diretório estadual do PSDB de São Paulo oficializou o apoio ao candidato Tarcísio de Freitas, do Republicanos. O apoio foi formalizado com uma carta com dez pedidos do partido ao candidato, com a manutenção de programas considerados marcas das sucessivas gestões do PSDB no estado como o programa Bom Prato, a Rede Lucy Montoro, as unidades do Poupatempo e as Fatecs e Etecs do estado.[17][18][19]